# 歐瑪·陶瑞賀士
歐瑪·埃弗拉因·陶瑞賀士·埃雷拉（西班牙語：Omar Efraín Torrijos Herrera，1929年2月13日—1981年7月31日）是巴拿馬軍事領導人，1968年至1981年擔任巴拿马国民警卫队總司令暨巴拿馬革命最高領袖，期間推動多項社會改革，透過巴拿馬運河條約從美國手中收回巴拿馬運河的主權，1979年發起成立民主革命黨。1981年墜機身亡。

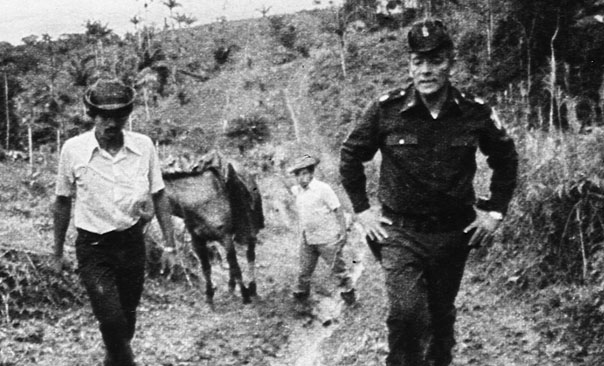
陶瑞賀士（右）與巴拿馬農民在一起。

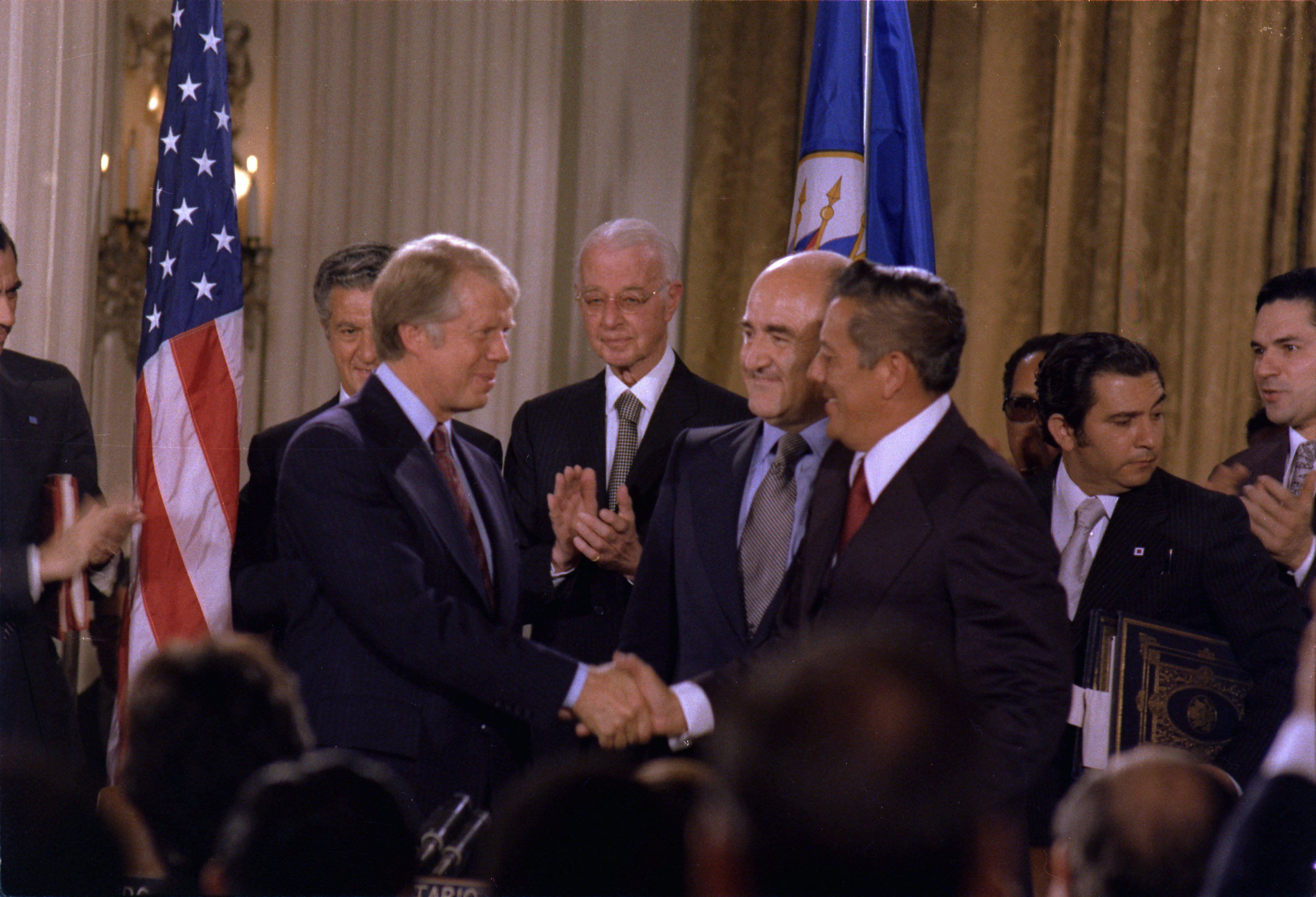
美國總統吉米·卡特在簽署巴拿河運河條約後和陶瑞賀士握手。

## 生平
1952年，以少尉身份加入巴拿马国民警卫队。1966年，晉升中校。1968年，晉升上校。1969年，晉升准將。

## 家庭
育有三名兒女。其中生於1963年的兒子馬丁在2004年至2009年間擔任過巴拿馬總統。

## 外部連結
- 歐瑪·陶瑞賀士在互联网电影资料库（IMDb）上的資料（英文）